# Rhodothamnus chamaecistus
Espèce
Rhodothamnus chamaecistus est une espèce de plantes à fleurs de la famille des Ericacées.

## Répartition
L'espèce est trouvée dans les Alpes en Europe. Elle est présente dans le sud de l'Allemagne, en Autriche, en Croatie, en Italie et en Slovénie.